# Duje Ćaleta-Car
Duje Ćaleta-Car (Šibenik, 17 de setembro de 1996) é um futebolista croata que atua como zagueiro. Atualmente joga na Real Sociedad, emprestado pelo Lyon.

## Carreira

### Šibenik
Profissionalizou-se aos 16 anos de idade, no HNK Šibenik, clube de sua cidade natal.  Estreou-se pela equipa principal frente ao Sesvete com apenas 16 anos, na abertura da época 2012/13, pelo que o clube foi punido com a dedução de pontos por violação do regulamento. Ele passou uma temporada na segunda divisão croata e participou de dezessete partidas.

### Pasching
Após uma temporada, foi jogar na Áustria, sendo contratado pelo Pasching em 2013, que disputava na terceira divisão austríaca (Regionalliga) por um valor de cerca de meio milhão de euros. Foram 15 partidas e 3 gols com a camisa dos Schwarz-Grün durante um ano.

### Liefering
Em 2014, assinou com o Red Bull Salzburg, que o repassou por empréstimo ao Liefering, onde atuou em 20 jogos.

### Red Bull Salzburg
Reintegrado aos Touros Vermelhos em 2014, Ćaleta Car fez sua estreia na vitória sobre a equipe Astra Đurđu, em partida disputada dentro da fase de grupos da Liga Europa da temporada 2014/15, em 11 de dezembro de 2014.Em seguida, em 14 de fevereiro do ano seguinte, fez sua estreia na Bundesliga austríaca, em vitória fora de casa para o Wiener Neustadt.
Ele ganhou quatro títulos e três copas na Áustria com o clube controlado pela Red Bull. Vinte e oito partidas e dois gols (em Admira Wacker e Sturm Graz) na última temporada.

### Olympique de Marseille
Em 20 de julho de 2018, assinou por cinco temporadas com o Olympique de Marseille, por uma transferência estimada em 19 milhões de euros. Ele marcou seu primeiro gol pelo clube de Marselha no empate contra o Stade Rennes (1 a 1).

### Southampton
Em 1 de setembro de 2022, o Southampton anunciou Duje Caleta-Car que assinou pelos Saints até 2026. A contratação do croata custou cerca de 10 milhões de euros, aproximadamente R$ 52 milhões.

## Seleção Croata
A estreia de Ćaleta-Car pela Seleção Croata foi em junho de 2018, num amistoso contra o Brasil, em Liverpool. Entrou aos 52 minutos de jogo, no lugar de Vedran Ćorluka. Após o jogo, o zagueiro foi incluído na lista de 23 convocados por Zlatko Dalić à Copa de 2018, sendo o atleta mais jovem do elenco. Ele, que já defendeu as equipes de base do país entre 2012 e 2014, foi pré-convocado para a Eurocopa de 2016, porém foi preterido na lista oficial.